# Karla (2025)
Karla ist ein deutscher Spielfilm von Christina Tournatzés aus dem Jahr 2025.

## Inhalt
Die zwölfjährige Karla wächst 1962 in Deutschland in einem Umfeld auf, das von Schweigen und Verdrängung geprägt ist. Sie wurde jahrelang von ihrem Vater sexuell missbraucht, woraufhin sie zur Polizei geht und Anzeige erstattet. Der Ermittlungsrichter Lamy versucht, ihren Fall mit unkonventionellen Mitteln zu unterstützen. Entschlossen findet Karla ihre eigene Stimme – und setzt damit eine Veränderung in Gang, die weitreichender ist, als sie zunächst ahnt.

## Produktion
Regisseurin Tournatzés (* 1992) studierte bis 2019 Regie an der Hochschule Macromedia in München. Ihr erster Langfilm Cargo lief 2023 auf einigen Festivals.
Der Film beruht auf einer wahren Begebenheit und die Dreharbeiten fanden 2022 und 2023 statt. Er wurde vom Bayerischen Rundfunk koproduziert.

## Veröffentlichung
Karla feierte am 29. Juni 2025 auf dem Filmfest München im Wettbewerb Neues Deutsches Kino Premiere. Dabei wurde Christina Tournatzés für die Beste Regie und Yvonne Görlach für das Beste Drehbuch ausgezeichnet. Die Jury begründete ihre Entscheidung damit, dass Tournatzés sich an das Unsagbare und Unzeigbare gewagt habe. Außerdem gelinge es ihr, „bemerkenswerter Sensibilität und ausgeprägtem erzählerischen Gespür, Worte und Bilder zu finden – und dem dunkelsten Abgrund Mut und Menschlichkeit entgegenzusetzen.“
Der Film wird von Eksystent Filmverleih in Deutschland vertrieben und soll am 2. Oktober 2025 in die deutschen Kinos kommen.

## Rezeption
Oliver Armknecht bei filmrezensionen: „Dass das Drama [...] auf emotionale Manipulationen verzichtet, etwa keine Musik verwendet, ist einerseits löblich. Hier wird das Leid nicht einfach ausgeschlachtet. Etwas mehr direkte Menschlichkeit hätte dennoch dabei geholfen, dass man das Gefühl hat, es wirklich mit einem Wesen aus Fleisch und Blut zu tun zu haben, weniger mit einer Idee. Sehenswert ist das Ergebnis dennoch. Karla erinnert nicht nur an das Thema, sondern zeigt auch auf, wie schwierig es für Betroffene ist, auf dieses Unrecht zu reagieren und sich zu wehren. Der Film wird dann gewissermaßen auch zum Sprachrohr für die Kinder, die in ihrer Sprachlosigkeit verloren sind und die es verdienen, gehört zu werden.“
Thomas Schulze für The Spot: „Karla muss nichts zeigen, und doch sieht man alles, versteht man alles, umhüllt einen dieser Film mit einer Atmosphäre, die zum Greifen erscheint, und mündet in eine Gerichtsverhandlung, deren Wirkung vergleichbar ist mit Anatomie eines Falls oder Saint Omer. Man brauche nur eine Insel im großen weiten Meer, man brauche nur einen Menschen, den aber sehr, wird einmal die Dichterin Mascha Kaléko zitiert, Und man braucht solche Filme im Kino, um im Wahnsinn des Jahres 2025 daran erinnert zu werden, was es bedeutet, ein Mensch zu sein.“

## Auszeichnungen (Auswahl)
- Filmfest München im Wettbewerb Neues Deutsches Kino in den Kategorien Beste Regie und Bestes Drehbuch